# Trimr (luna)
Trimr je retrogradni naravni satelit Saturna iz Nordijske skupine.

## Odkritje in imenovanje
Luno Trimr je odkril Gladman s sodelavci 23. septembra leta 2000. Njeno začasno ime je bilo S/2000 S7. Uradno ime je dobila po žabjem velikanu Trimru  iz nordijske mitologije. Prvotno je Mednarodna astronomska zveza (IAU) dala luni ime Trim, pozneje pa je svojo odločitev preklicala in se odločila, da se ime piše v izvorni nordijski obliki Trimr
Verjetno je luna Trimr nastala ob trku neznanega nebesnega telesa z luno Febo